# Vytenis litván nagyfejedelem
Vytenis (†1316), Litvánia nagyfejedelme 1295-től 1316-ig.

## Háborúi
Vytenis apja Butvydas nagyfejedelem volt. Első említése az írásos forrásokban 1292-ből származik, amikor elkísérte apját a Mazóvia elleni hadjáratra; nyolcszáz harcosukkal egészen Łęczycáig eljutottak. Butvydas 1295 körüli halála után ő lett a nagyfejedelem. Vytenis hamarosan beavatkozott a lengyel örökösödési viszályba, ahol I. Ulászlóval szemben II. Boleszláv mazóviai herceget támogatta, aki egy lengyel hercegnőt (lehetséges, hogy Vytenis rokonát) vett feleségül. Ruténiában sikerült újból megszereznie a korábban már litván uralom alatt lévő, de aztán elvesztett városokat, Polockot, Pinszket és Turovot. 
Litvánia nyugati határain kiújult a Teuton lovagrend pogányellenes keresztes háborúja, miután az 1290-es évekre sikerült megerősítenie hatalmukat a porosz és más balti törzsek fölött. Vytenis folytatta elődei erődépítése munkáját a Nyeman és Jūra folyók mentén; a lovagok szintén várakat emeltek a folyók túlpartján. A lovagrend újabb próbálkozásokat tett, hogy Szamogitia elfoglalásával egyesítse déli és északi területeit. Vytenis uralkodása alatt a teuton lovagok kb. húsz alkalommal törtek be litván területre. Vytenis megerősítette hatalmát Szamogitiában és intézkedéseket tett a helyi arisztokrácia befolyásának csökkentésére, ami miatt azok már fontolgatták, hogy inkább átköltöznek a lovagrend uralma alatt lévő porosz területre. A lovagoknak sikerült kiűzniük a litvánokat Szemigaliából, ahol azok az aizkrauklei csata óta tartottak fenn erődöket; valamint 1313-ban elfoglalták a litvánok által 1281 óta tartott dynaburgi várat. 

## Rigai szövetség
Vytenisnek sikerült kihasználnia a németek közötti nézeteltéréseket és szövetséget kötött Riga polgáraival. 1297-ben a rigai érsek, a helyi polgárok és a Teuton lovagrend közötti feszültségek nyílt háborúskodássá fajultak. Vytenis felajánlotta segítségét a rigaiaknak és még némi halvány ígéreteket is tett a megkeresztelkedésére. Ezután hadjáratot indított Livóniába, lerombolta a Rigától északra fekvő Karkus várát és a turaidai csatában legyőzte a teutonokat; itt elesett a Livóniai lovagrend landmeistere és 22 másik lovag. Livónia biztosítása után 1298 és 1313 között összesen tizenegy betörést indított a lovagrend porosz területeire; az egyik alkalommal Brodnica összes lakóját lemészárolták. A litvánok dolgát megkönnyítette, hogy Pomeránia 1308-as meghódítása után a lovagrend és Lengyelország közötti viszony megromlott. 
Rigát egy litván harcosokkal megrakott városi kívüli erődítmény biztosította egészen 1313-ig, amikor a polgárok elküldték a pogányokat és az erődöt átadták lovagrendnek. A rigai szövetség lehetővé tette (különösen Polock 1307-es elfoglalása után), hogy a litvánok a Daugava folyón keresztül (ennek torkolatában fekszik Riga) kereskedni tudjanak a külvilággal. Rigai kapcsolatai révén 1312-ben Vytenis ferences szerzeteseket hívott meg, hogy a navahrudaki német kereskedők számára templomot építsenek. Előkészítette az ortodox keresztény metropolita 1316-os beiktatását Litvániában, hogy ellensúlyozni tudja Moszkva befolyását pravoszláv alattvalóira. 

## Halála
Vytenis 1315-1316 körül fiúutód nélkül halt meg. Az orosz krónikák szerint villám sújtotta halálra, de ez annak a teuton állításnak a téves fordításából származott, miszerint Gediminas ölte meg őt, hogy elfoglalhassa a trónját. Utolsó említése 1315 szeptemberéből származik, amikor sikertelenül próbálta ostromolni Christmemel földvárát. A források egy fiát említik, Žvelgutist, aki feltehetően még apja előtt meghalt. Utódja a litván trónon fivére, Gediminas lett. 

## Fordítás
- Ez a szócikk részben vagy egészben  a   Vytenis című angol Wikipédia-szócikk ezen változatának fordításán alapul.  Az eredeti cikk szerkesztőit annak laptörténete sorolja fel. Ez a jelzés csupán a megfogalmazás eredetét és a szerzői jogokat jelzi, nem szolgál a cikkben szereplő információk forrásmegjelöléseként.

| Előző uralkodó: Butvydas | Litvánia nagyfejedelme 1295-1316 | Következő uralkodó: Gediminas |